# Gesellschaft zur Förderung des Olympischen Gedankens in der DDR
Die Gesellschaft zur Förderung des Olympischen Gedankens in der DDR (DFOG) war neben dem Nationalen Olympischen Komitee (NOK) die zweite offizielle olympische Organisation der Deutschen Demokratischen Republik (DDR). Sie wurde am 1. Februar 1960 gegründet und hatte offiziell die Zielsetzung, die olympischen Werte zu propagieren. Nach dem Zerfall der DDR wurde die Gesellschaft am 1. Januar 1991 in die Deutsche Olympische Gesellschaft (DOG), der Parallelorganisation aus der Bundesrepublik Deutschland (BRD), eingegliedert.

## Gründung und Entstehung
Die Gesellschaft zur Förderung des Olympischen Gedankens in der DDR wurde am 1. Februar 1960 auf Initiative des Deutschen Turn- und Sportbundes (DTSB) gegründet. Für die Gründung spielte vor allem die Deutsche Olympische Gesellschaft aus der BRD eine wichtige Rolle, da sich diese Organisation bereits in den ersten Jahren seit der Gründung insbesondere für die Finanzierung der olympischen Mannschaft bewährte. Doch auch die Tatsache, dass das Nationale Olympische Komitee der DDR noch um internationale Anerkennung strebte, da das Leitbild des Internationalen Olympischen Komitees (IOC) die Unabhängigkeit von Sportorganisationen von den Staatsinteressen vorsah, förderte die Gründung einer vom IOC unabhängigen Organisation, die das NOK und auch den DTSB unterstützen konnten.

## Ziele und Tätigkeitsfelder
Die offizielle Zielsetzung der Organisation war es, die humanistische Idee, die Freundschaft der Sportler sowie die Festigung des olympischen Friedens zu fördern. Somit war die DFOG eine dem NOK untergeordnete Organisation. Doch aufgrund ihrer Unabhängigkeit vom IOC besaß sie zeitweise eine höhere Stellung und fungierte in ihrem realen Aufgabenbereich als sportpolitisches Instrument der DDR. Wichtigstes Ziel dabei war es, dass das NOK der DDR als vollwertiges Mitglied im IOC aufgenommen wurde und somit der Anspruch der BRD, als Alleinvertretung Deutschlands an den olympischen Spielen teilzunehmen, unterbunden werden konnte. Neben diesen Agitations- und Propagandaaufgaben auf internationaler und innerdeutscher Ebene besaß die Organisation noch einen materiellen Aufgabenbereich. Dieser bestand darin, einen wichtigen Beitrag für die Finanzierung der olympischen Aktivitäten zu leisten.

### Agitation und Propaganda
Im Ostblock – und damit auch in der DDR – war Sport ein wichtiger Bestandteil der gesamtgesellschaftlichen Entwicklungspolitik. So wurden bereits ab den 1950er Jahren in allen wichtigen Organisationen von Staat, Partei und Sport sportpolitische Fachbereiche gebildet, die von einer für einen sozialistischen Staat typischen Kaderpolitik durchsetzt waren. Einerseits bot sich durch den Sport die Möglichkeit, die Leistungsfähigkeit des sozialistischen Gesellschaftssystems der DDR im Vergleich zum westlichen der BRD unter Beweis zu stellen. Andererseits erhielt der Sport in der DDR eine unterstützende Aufgabe in der Entwicklung und Durchsetzung internationaler Anerkennung. Entsprechend leistete die DFOG vor allem in den Anfangsjahren ihres Bestehens bis zu den Olympischen Sommerspielen 1972 verstärkt politische Überzeugungsarbeit in Form von Agitation und Propaganda. Dabei war das oberste Ziel die vollständige Anerkennung und Autonomie des NOKs der DDR durch das IOC. Als sportpolitisches Instrument agierte die DFOG in den drei Bereichen Auslandspropaganda, Agitation nach Westdeutschland und Arbeit in der DDR. Hierbei führte die DFOG beispielsweise diverse Vorträge, Foren oder Ausstellungen durch und zeichnete ebenfalls für die Produktion von zahlreichen Dokumentationen, Broschüren, Pamphleten, Wandzeitungen, Dia-Serien und publizistischen Beiträgen in Presse, Radio und TV verantwortlich. Schließlich erreichte die DFOG im Frühjahr 1965 ihr oberstes sportpolitisches Ziel als auf der IOC-Session in Madrid die Anerkennung des NOKs der DDR durch das IOC vollzogen wurde.

### Politische Ökonomie
Neben dem sportpolitischen Auftrag nahm die DFOG auch eine wichtige ökonomische Funktion im Sport der DDR ein. Während in den 1960er Jahren vor allem noch die Agitations- und Propagandaaufgaben im Vordergrund der Tätigkeiten standen, so nahm in den 1970er und 1980er Jahren überwiegend die Akquisition von finanziellen Mitteln zur Sicherung der olympischen Aktivitäten der DDR einen wesentlichen Bestandteil der Aufgabenbereiche der DFOG ein. Außerdem konnte sich die DFOG dadurch eigenfinanzieren. Hierfür erwirtschaftete sich die DFOG das Geld durch die Herausgabe von Standardwerken zu den Olympischen Spielen sowie durch den Verkauf und Vertrieb von Olympianadeln, Bildpostkarten, Medaillen, Wimpeln, Bannern oder anderen Souvenirs. Weiter wurden Preisausschreiben veranstaltet und schließlich auch Spenden entgegengenommen. Hinzu kamen nach und nach weitere ökonomische Maßnahmen. So konnten beispielsweise im Jahr 1964 1,65 Millionen Mark an das NOK übergeben werden. Im Olympiajahr von München 1972 waren es bereits rund 1,8 Millionen Mark. Im Jahr 1980 betrug der Beitrag der DFOG an das NOK 3 Millionen Mark und im Jahr 1988 sogar 4 Millionen Mark. Dabei wurden die eingeplanten Beiträge, die ans NOK überwiesen werden sollten, häufig überschritten. Ab dem Jahr 1980 konnten die finanziellen Aufwendungen für die Ausstattung und Entsendung der DDR-Olympiamannschaften alleine von dem durch die DFOG erwirtschafteten Gewinn getragen werden.

## Auflösung
Die DFOG versuchte nach dem Niedergang der DDR ein autonomes Weiterbestehen zu sichern. Nach der deutschen Wiedervereinigung im Jahr 1990 wurden dann aber zunächst die beiden deutschen NOKs zu einer gemeinsamen Organisation vereint. Die allgemeinpolitischen Entwicklungen zwangen schließlich auch die DFOG zur Fusion mit der westdeutschen Parallelorganisation. Mit Beschluss vom 1. Januar 1991 wurde die DFOG in das westdeutsche Pendant – die DOG – integriert.